# Bitwa o Gezer
Bitwa o Gezer była bitwą stoczoną pomiędzy Siłami Obronnymi Izraela a jordańskim Legionem Arabskim o kibuc Gezer podczas I wojny izraelsko-arabskiej (10 czerwca 1948). Bitwa zakończyła się zwycięstwem Izraelczyków, którzy pomimo zniszczenia kibucu, zdołali utrzymać swoje strategiczne pozycje w regionie.

## Tło wydarzeń
Kibuc Gezer został założony w 1945 u wlotu do doliny Ajalon. Leżał w pobliżu strategicznej drogi prowadzącej z nadmorskiej równiny Szaron do Jerozolimy. Podczas wojny domowej w Mandacie Palestyny pod koniec 1947 arabskie siły Arabskiej Armii Wyzwoleńczej i Armii Świętej Wojny rozpoczęły ataki na żydowskie konwoje do Jerozolimy. Położenie kibucu Gezer było szczególnie trudne, ponieważ w jego sąsiedztwie były duże skupiska arabskie w miastach Lod i Ramla. Przeciwdziałając tym atakom, żydowska organizacja Hagana przeprowadziła szereg operacji militarnych, w wyniku których zmuszono większość ludności arabskiej do opuszczenia swoich domów.
Wraz z wybuchem I wojny izraelsko-arabskiej na terytorium byłego Mandatu Palestyny wkroczyły siły jordańskiego Legionu Arabskiego. W dniu 17 maja 1948 jordański 4 Regiment zajął pozycje wokół strategicznego wzgórza Latrun w zachodniej części doliny Ajalon. W ten sposób komunikacja żydowska z Jerozolimą została całkowicie zablokowana. Izraelskie siły podjęły serię działań zmierzających do odblokowania tzw. „korka Latrun”. W dniach 24-25 maja przeprowadzono operację Bin Nun Alef, która zakończyła się całkowitą porażką izraelską. Następnie, w dniach 30-31 maja przeprowadzono operację Bin Nun Bet, w której pomimo zastosowania samochodów pancernych i transporterów opancerzonych Izraelczycy ponownie ponieśli dotkliwe straty i musieli wycofać się. W dniach 8-9 czerwca przeprowadzono kolejną operację Joram, w której wykorzystano siły elitarnych brygad Palmach. Początkowe natarcie, które miało za zadanie zmylić jordańskie dowództwo, zostało wówczas wyprowadzone z rejonu kibucu Gezer. Cała operacja zakończyła się izraelską porażką, jednak okazała się najbardziej niebezpieczną dla jordańskich pozycji obronnych w Latrun. Był to najskuteczniejszy atak przeprowadzony przez Siły Obronne Izraela w obszarze Latrun, który przy większej determinacji działań mógł zakończyć się sukcesem.
Dowództwo Legionu Arabskiego postanowiło przeprowadzić kontratak, którego celem było zniszczenie kibucu Gezer. Atak miał być przeprowadzony z rejonu Latrun i Ramli wzdłuż strategicznej drogi Jerozolima-Tel Awiw w kierunku północno-zachodnim do kibucu Gezer. Wykorzystano przy tym niefrasobliwość Sztabu Generalnego Sił Obronnych Izraela, który nie pozostawił żadnych sił do obrony tego obszaru. Odpowiedzialność za obronę tego rejonu spoczywała na Brygadzie Giwati, która w całości była zaangażowana w działania obronne na południowym froncie (walki z Egipcjanami) i nie mogła udzielić pomocy kibucowi Gezer. 7 Brygada Pancerna broniła Drogi Birmańskiej, natomiast siły Brygady Jiftach odpoczywały po walkach operacji Joram.

## Przebieg bitwy
Rankiem 10 czerwca 1948 batalion Legionu Arabskiego, wspierany przez siedem samochodów pancernych i grupę arabskich ochotników, zbliżył się do kibuc Gezer. Kibuc był broniony zaledwie przez 68 obrońców, w tym 13 dziewcząt. Byli to byli członkowie żydowskiej organizacji paramilitarnej Hagana, jednak tylko 10 z nich było żołnierzami posiadającymi przydział do jednostki operacyjnej. Ich uzbrojenie stanowiła jedynie broń lekka.
Około godziny 14 rozpoczął się ostrzał artyleryjski kibucu. Po około dwóch godzinach jordańskie samochody pancerne wybiły dziury w ogrodzeniu kibucu, przez które wdarła się do środka piechota. Po godzinnej walce kibuc upadł. Zginęło 28 obrońców, kilkunastu uciekło, a 24 dostało się do niewoli. Jordańczycy zniszczyli wszystkie budynki w kibucu, po czym wycofali się, pozostawiając na miejscu arabskich ochotników.
Wieczorem dwie drużyny z 1 Batalionu Brygady Jiftach, dowodzone przez Dan Lenera, przeprowadziły atak na ruiny kibucu, wypierając po krótkiej walce Arabów.

## Reakcje i następstwa
Dowództwo izraelskie powołało po bitwie komisję śledczą, na czele której stanął Dore. Do jego zadania należało wyjaśnienie okoliczności i przyczyn upadku kibucu Gezer. Ustalono, że zasadnicze błędy popełnił Sztab Generalny, który nie wydał rozkazów Brygadzie Jiftach. Znajdowała się ona w pobliżu i mogła wesprzeć obronę kibucu, nie dopuszczając do jego zniszczenia.
Bitwa ostatecznie, pomimo zniszczenia kibucu Gezer, zakończyła się strategicznym zwycięstwem Izraelczyków, którzy zachowali swoje pozycje u wlotu do doliny Ajalon.